# Епифановка (Луганская область)
Епифановка (укр. Єпіфанівка) — село в Кременском районе Луганской области Украины, административный центр и единственный населённый пункт Епифановского сельского совета.
С марта 2022 года село завоёвано силами непризнанной Луганской Народной Республики.
Население по переписи 2001 года составляло 1118 человек. Почтовый индекс — 92942. Телефонный код — 6454. Занимает площадь 5,42 км². Код КОАТУУ — 4421681601.

## Местный совет
92942, Луганська обл., Кремінський р-н, с. Єпіфанівка, вул. Жданова, 74 (укр.)